# Teatermuseet i Hofteatret

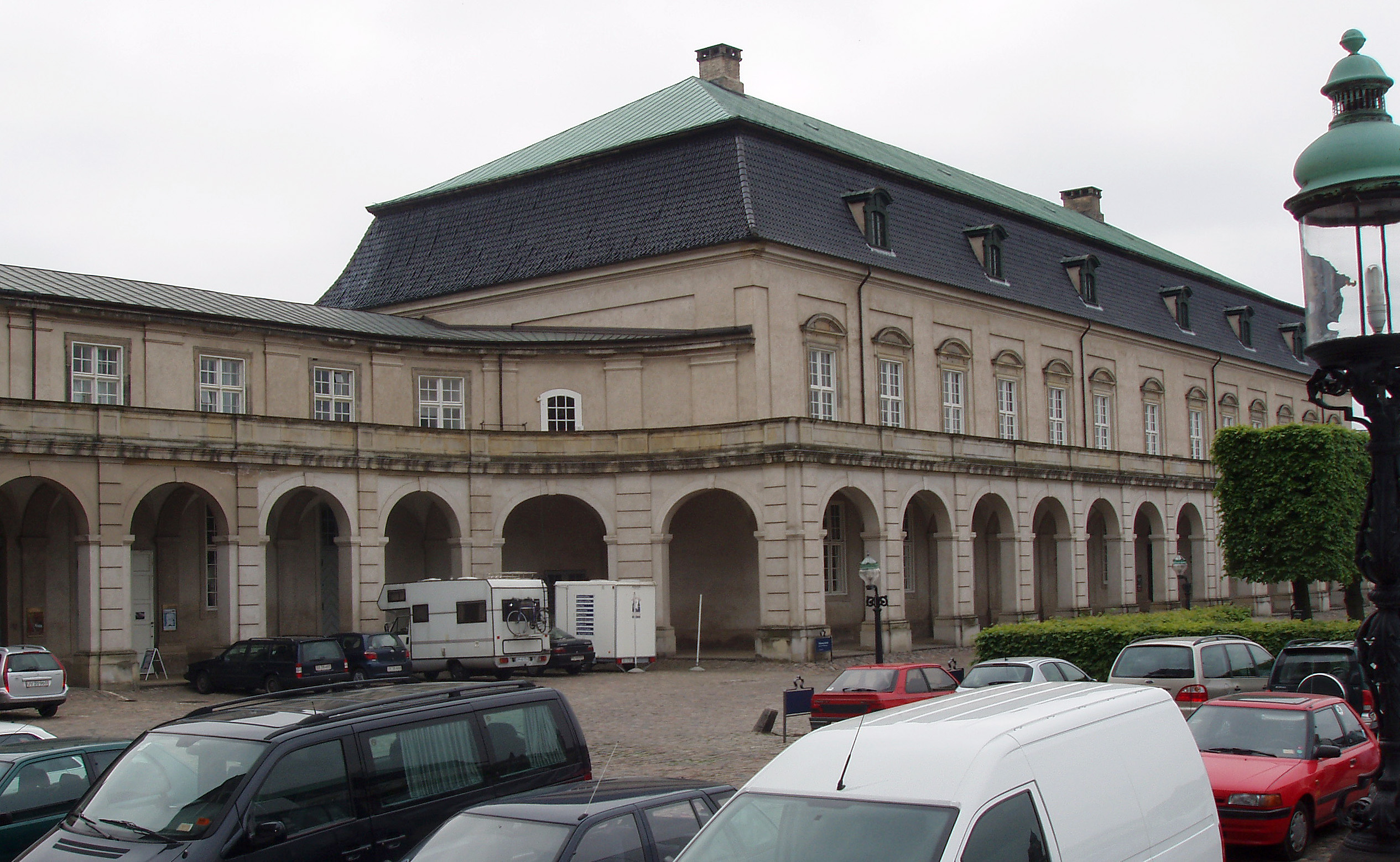
Teatermuseet i Hofteatret

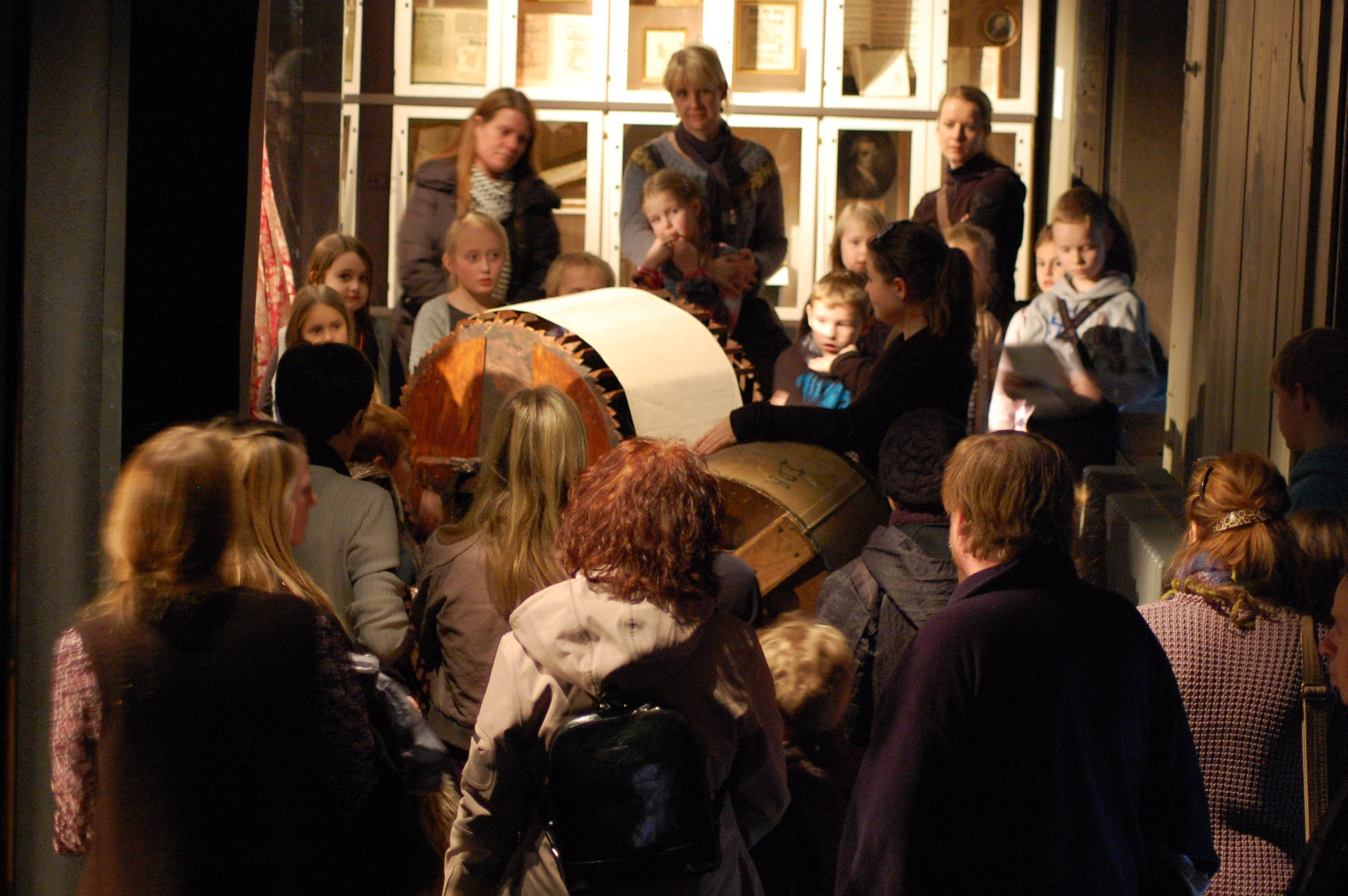
Teatermuseet i Hofteatret

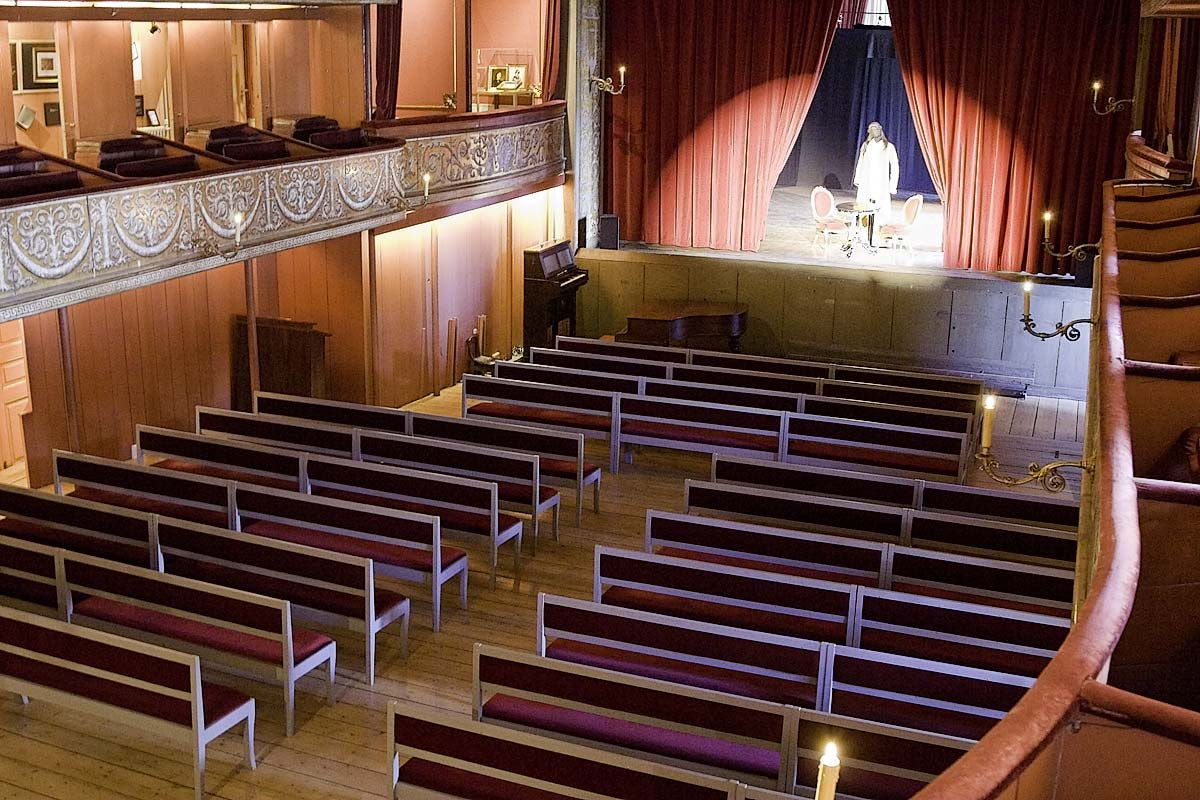
Teatersalen i Hofteatret

Teatermuseet i Hofteatret är ett danskt teatermuseum, vilket inryms i ridbanan i Christiansborgs slott i Köpenhamn.
Teatermuseet behandlar Danmarks teaterhistoria. Det grundades 1912 av privatpersoner och flyttade 1922 in i det tidigare Hofteater.
Teatersalongen används också för uppläsningar, föredrag, konserter och mindre gästteaterföreställningar.

## Hofteatret
Det äldre Köpenhamns slott hade en teatersalong, Københavns Slotsteater, som inreddes på order av Fredrik IV år 1708-09, och invigdes av den franska hovteatertruppen La troupe du Roi de Danemark 1712. 
När det gamla slottet revs 1731 och Christiansborgs slott skulle uppföras, blev teaterbygget stoppat av den djupt religiöse och pietistiske beställaren Kristian VI. 
På 1760-talet önskade Kristian VII att få föreställningar uppförda i matsalen. År 1766 togs beslut om att inreda en riktig slottsteater och ett rum som ursprungligen tänkts som lager för seldon byggdes om till teatersalong kombinerad med balsal. Teatern inreddes av Nicolas-Henri Jardin och invigdes i januari 1767. Hofteatret användes av den franska teatertrupp som från 1767 till 1773 fungerade som hovteater. Här hölls också maskeradbaler: det var efter en av dessa som Struensee arresterades 1772. Inga bilder eller detaljerade beskrivningar finns bevarade från denna epok. 
Det franska teatersällskapet avskedades 1773, och året därpå övertogs scenen av Det Kongelige Teater. Den kom att fungera som annexscen till Det Kongelige Teater fram till 1881, då den stängdes på grund av nya brandbestämmelser, och merparten av inventarierna såldes. 
Under sin tid som annexscen användes den av den danska kungliga baletten. Mellan 1804 och 1816 tillkom dessutom den dramatiska elevskolan, och slutligen inrättades en sångskola 1827. År 1842 byggdes teatern om i biedermeierstil. Säsongen 1855-56 brukar räknas som Hofteatrets höjdpunkt.

## Teaterledning
- 1767-1770: Conrad Holck
- 1770-1772: Enevold Brandt
- 1774-1784: Under Det Kongelige Teater
- 1784-1842: Under kungen
- 1842-1854: Under italienska operakompanier
- 1855-1857: Hans Wilhelm Lange
- 1857-1881: Under kungen